# エドヴィン・クルトゥルス
エドヴィン・クルトゥルス（Edvin Kurtulus、2000年3月5日 - ）は、スウェーデン・ハルムスタッド出身のサッカー選手。PFCルドゴレツ・ラズグラド所属。ポジションはDF。

## クラブ経歴
2005年に5歳でハルムスタッズBKの下部組織に入団し、2019年5月5日、スーペルエッタンのエステルスIF戦にてトップチームデビューを果たした。
2021年8月12日、2022年1月からハンマルビーIFに移籍することが発表され、3年契約を結んだ。
2024年6月、PFCルドゴレツ・ラズグラドに移籍した。

## 代表経歴
スウェーデンとコソボの国籍を保有し、U-21のカテゴリーではU-21コソボ代表を選択した。
2022年5月、両方のサッカー協会からA代表初招集を受け、クルトゥルスはスウェーデン代表入りを選んだ。6月9日、UEFAネーションズリーグのセルビア代表戦にて、42分にヨアキム・ニルソンとの途中交代でA代表初キャップを刻んだ。